# تضخم الكبد
تضخم الكبد هو ظرف يحدث للكبد يؤدي إلى زيادة حجمه. هو ليس علامة سريرية محددة لها عدة أسباب، وممكن أن يسبب بشكل عام تكسر والتهاب، سام بشكل مباشر، سرطان الكبد، أو اضطرابات الاستقلاب. عادة تضخم الكبد يكون على شكل تكتل بطني. يعتمد على المسبب، وحدث عادة تزامناً مع اليرقان.

## المسببات

### معدي
·كثرة الوحيدات العدوائية والذي يحدث نتيجة فيروس إبيستن بار نفس ظرف (كثرة الوحيدات العدوائية الكاذبة) ويحدث نتيجة الفَيروسُ المُضَخِّمُ للخَلاَيا.
·التهاب الكبد الوبائي (على الرغم من أنه ليس كل فيروسات الكبد الوبائي يسبب تضخم الكبد).
·خراج الكبد (خراج الجرح الذي فيه قَيْح أو خراج أميبِي)
·ملاريا
·الالتهاب الأميبي
·داء المشوكات
·داء البريميات
·داء الشعيات

### وَرَمِيّ
أورام نَقيلِية ثانوية لينتشر من السرطان في الأعضاء الأخرى (الأكثر شيوعاً).
·أورام وعائية
·سرطان الكبد
·ورم نقوي متعدد
·سرطان الدم
·سرطانة الخلية الكبدية

### التشمع الكبدي
·بابي
·صفراوي
·أمراض القلب
·اكتناز الحديد

### الأيض
·كبد دهني
·نقص الجسم الحال لليباز الحمضي، والذي يعرف أيضاً باسم داء ولمان ومرض تخزين الإستر الكوليسترولي
·الداء النشواني
·داء غوشيه
·مرض نيمان-بيك
·ّمرض فون غيرك (مرض تخزين الغلايكوجين من النوع الأول)
·مرض تخزين الغلايكوجين من النوع الثالث، السادس والحادي عشر

### المخدرات والسموم
·كحولية
·سم

### فطري
·فقر الدم الانحلالي
·الفلقة اليمنى من الكبد تتمدد، وهو ليس ممرض، هو اختلاف تشريحي طبيعي ويمكن يمتد إلى الحوض. والخطأ هو تمدد المرارة أو سرطان الكبد.
·مرض تعدد الكيسات
·مرض كورلس

### أخرى
·متلازمة بود كياري
·متلازمة هنتر
·متلازمة زيلويغر
·نقص انزيم الكارنيتين بالميتوليات 1
·قصور القلب
·متعلق بورم حبيبي غرناوية (ساركويد)
·مرض تخزين الغلايكوجين من النوع الثاني

### تشخيص
اشتباه تضخم الكبد يحدد عن طريق السيرة المرضية والفحص الفيزيائي في حين أن هذا الفحص يشمل فحص حجم الكبد، ويجب أن يعمل فحص الدم، اختبارات وظائف الكبد، والتي سوف تعطي انطباعا جيدا للصورة الأيضية عن المريض.
الموجات فوق الصوتية للكبد ممكن أن تحدد بسرعة نظام قناة الصفراء الممتد.
والذي يساعد على تمييز مرض النسيج الحشوي للكبد من يرقان خارج الكبد.
الموجات فوق الصوتية تحدد أيضاً التشمع الكبدي، وتستطيع توجيه خزعة بالإبرة للكيسة، وللخراجة والأورام.
تصوير مقطعي محوسب ممكن أن يساعد في تحديد معلومات تشريحية دقيقة ولا تتأثر بالسمنة أو وجود غازات بالأمعاء.

## وصلات خارجية
- تضخم الكبد

(بالإنجليزية)